# USS Blenny (SS-324)
USS Blenny (SS/AGSS-324) là một  tàu ngầm lớp Balao từng phục vụ cùng Hải quân Hoa Kỳ trong Chiến tranh Thế giới thứ hai. Nó là chiếc tàu chiến duy nhất của Hải quân Hoa Kỳ được đặt cái tên này, theo tên chung của nhiều họ cá thuộc nhóm cá dạng cá vược. Nó đã phục vụ trong suốt Thế Chiến II, thực hiện tổng cộng bốn chuyến tuần tra, đánh chìm tám tàu Nhật Bản với tổng tải trọng 18.262 tấn. Sau khi xung đột chấm dứt, nó tiếp tục phục vụ trong các cuộc Chiến tranh Triều Tiên và Chiến tranh Lạnh cho đến năm 1969, được nâng cấp theo Chương trình Công suất đẩy dưới nước lớn hơn (GUPPY IA) và xếp lại lớp như một tàu ngầm phụ trợ AGSS-324. Con tàu cuối cùng bị đánh chìm như một dãi san hô nhân tạo ngoài khơi Ocean City, Maryland vào năm 1989. Blenny được tặng thưởng bốn Ngôi sao Chiến trận do thành tích phục vụ trong Thế Chiến II, và thêm một Ngôi sao Chiến trận khác khi hoạt động tại Triều Tiên.

## Thiết kế và chế tạo
Thiết kế của lớp Balao được cải tiến dựa trên  tàu ngầm lớp Gato dẫn trước, là một kiểu tàu ngầm hạm đội có tốc độ trên mặt nước cao, tầm hoạt động xa và vũ khí mạnh để tháp tùng hạm đội chiến trận. Khác biệt chính so với lớp Gato là ở cấu trúc lườn chịu áp lực bên trong dày hơn, và sử dụng thép có độ đàn hồi cao (HTS: High-Tensile Steel), cho phép lặn sâu hơn đến 400 ft (120 m). Con tàu dài 311 ft 9 in (95,02 m) và có trọng lượng choán nước 1.526 tấn Anh (1.550 t) khi nổi và 2.424 tấn Anh (2.463 t) khi lặn. Chúng trang bị động cơ diesel dẫn động máy phát điện để cung cấp điện năng cho bốn động cơ điện, đạt được công suất 5.400 shp (4.000 kW) khi nổi và 2.740 shp (2.040 kW) khi lặn, cho phép đạt tốc độ tối đa 20,25 hải lý trên giờ (37,50 km/h) và 8,75 hải lý trên giờ (16,21 km/h) tương ứng. Tầm xa hoạt động là 11.000 hải lý (20.000 km) khi đi trên mặt nước ở tốc độ 10 hải lý trên giờ (19 km/h) và có thể hoạt động kéo dài đến 75 ngày.
Tương tự như lớp Gato dẫn trước, lớp Balao được trang bị mười ống phóng ngư lôi 21 in (530 mm), gồm sáu ống trước mũi và bốn ống phía phía đuôi tàu, chúng mang theo tối đa 24 quả ngư lôi. Vũ khí trên boong tàu gồm một hải pháo 4 inch/50 caliber, một khẩu pháo phòng không Bofors 40 mm nòng đơn và một khẩu đội Oerlikon 20 mm nòng đôi, kèm theo hai súng máy .50 caliber. Trên tháp chỉ huy, ngoài hai kính tiềm vọng, nó còn trang bị ăn-ten radar SD phòng không và SJ dò tìm mặt biển. Tiện nghi cho thủy thủ đoàn bao gồm điều hòa không khí, thực phẩm trữ lạnh, máy lọc nước, máy giặt và giường ngủ cho hầu hết mọi người, giúp họ chịu đựng cái nóng nhiệt đới tại Thái Bình Dương cùng những chuyến tuần tra kéo dài đến hai tháng rưỡi.
Blenny được đặt lườn tại xưởng tàu của hãng Electric Boat Company ở Groton, Connecticut vào ngày 8 tháng 7, 1943. Nó được hạ thủy vào ngày 9 tháng 4, 1944, được đỡ đầu bởi cô Florence B. King, con gái Đô đốc Ernest King, Tư lệnh Tác chiến Hải quân, và được cho nhập biên chế cùng Hải quân Hoa Kỳ vào ngày 27 tháng 6, 1944 dưới quyền chỉ huy của Hạm trưởng, Thiếu tá Hải quân William Hockett Hazzard.

## Lịch sử hoạt động

### 1944
Sau khi hoàn tất việc chạy thử máy huấn luyện tại các vùng biển ngoài khơi New London, Connecticut và Newport, Rhode Island, Blenny khởi hành vào ngày 29 tháng 8, 1944 để đi Key West, Florida, nơi nó hỗ trợ hoạt động huấn luyện của Trường Sonar Hạm đội. Chuẩn bị để được điều động sang khu vực Mặt trận Thái Bình Dương, nó băng qua kênh đào Panama vào ngày 19 tháng 9, và đi đến Trân Châu Cảng vào ngày 15 tháng 10.

#### Chuyến tuần tra thứ nhất
Lên đường từ Trân Châu Cảng vào ngày 10 tháng 11 cho chuyến tuần tra đầu tiên tại khu vực bờ biển Luzon, Philippines, Blenny được tiếp thêm nhiên liệu tại Saipan thuộc quần đảo Mariana vào ngày 22 tháng 11. Vào ngày 1 tháng 12, nó phóng ngư lôi tấn công một tàu hộ tống nhưng bị trượt, và đối phương phản công bằng mìn sâu nhưng không có hiệu quả. Năm ngày sau đó, nó né tránh được hai quả bom ném từ một máy bay tuần tra. Đến sáng ngày 14 tháng 12, nó tấn công trên mặt nước và đánh chìm được một tàu vận tải nhỏ khoảng 300 tấn, rồi đến chiều tối tiếp tục đánh chìm Tàu phòng vệ duyên hải số 28 (khoảng 800 tấn) bằng ngư lôi. Đến ngày 23 tháng 12, nó lại phóng ngư lôi đánh chìm tàu buôn Kenzui Maru (4.156 tấn), và đến ngày 27 tháng 12 đã phóng ngư lôi gây hư hại cho một tàu chở hàng. Chiếc tàu ngầm rời khu vực vào ngày 31 tháng 12 để kết thúc chuyến tuần tra, về đến Fremantle, Australia vào ngày 13 tháng 1, 1945 và được tái trang bị.

### 1945

#### Chuyến tuần tra thứ hai
Rời Fremantle vào ngày 5 tháng 2, 1945 cho chuyến tuần tra thứ hai tại vùng bờ biển Đông Dương thuộc Pháp, vào ngày 20 tháng 2, Blenny tấn công một đoàn tàu vận tải được hai tàu khu trục hộ tống, nhưng không thành công và bị đối phương phản công quyết liệt. Đến đêm 26 tháng 2, nó phóng một loạt ngư lôi đánh chìm tàu chở dầu Amato Maru (10.238 tấn) và gây hư hại cho hai chiếc khác. Nó quay trở về căn cứ vịnh Subic, Philippines vào ngày 2 tháng 3 sau đó để nạp thêm ngư lôi rồi tiếp tục tuần tra hai ngày sau đó. Đến ngày 20 tháng 3, trong vòng 24 giờ nó đã lần lượt đánh chìm các tàu buôn Yamakuni Maru (500 tấn), Nanahin Maru số 21 (834 tấn) và Hosen Maru (1.039 tấn). Sau khi đón hai thành viên một đội bay được tàu ngầm chị em Blueback (SS-326) giải cứu vào ngày 25 tháng 3, Blenny quay trở về căn cứ vịnh Subic.

#### Chuyến tuần tra thứ ba
Trong chuyến tuần tra thứ ba từ ngày 16 tháng 4 đến ngày 9 tháng 6 tại các khu vực biển Đông và biển Java, Blenny đi đến ngoài khơi Đông Dương thuộc Pháp để phục vụ tìm kiếm và giải cứu hỗ trợ cho các chiến dịch không kích. Không tìm thấy mục tiêu nào phù hợp, nó đi đến căn cứ vịnh Subic vào ngày 16 tháng 5 để tiếp thêm nhiên liệu rồi chuyển sang tuần tra tại vùng biển Java. Vào ngày 25 tháng 5, nó phóng ngư lôi từ phía đuôi đánh chìm một tàu săn ngầm đối phương tại vùng nước nông. Năm ngày sau đó, nó phá hủy một thuyền buồm bằng hải pháo và đánh chìm tàu buôn Hokoku Maru (520 tấn), rồi rời khu vực vào ngày 5 tháng 6 để kết thúc chuyến tuần tra và quay trở về căn cứ Fremantle.

#### Chuyến tuần tra thứ tư
Khởi hành từ Fremantle vào ngày 5 tháng 7 cho chuyến tuần tra thứ tư, cũng là chuyến cuối cùng, Blenny băng qua biển Java để đi đến khu vực bờ biển phía Đông bán đảo Malay. Trong suốt chuyến tuần tra từ ngày 11 tháng 7 nó đánh chìm bằng hải pháo và ngư lôi nhiều tàu vận tải nhỏ và thuyền buồm, rồi đến ngày 3 tháng 8 đã giúp di tản một đội đổ bộ mà tàu ngầm Cod (SS-224) buộc phải bỏ lại hai ngày trước đó do bị một máy bay tuần tra đối phương tấn công. Vào ngày 7 tháng 8, bản thân nó bị máy bay đối phương thả một quả bom tấn công, nhưng không gây hư hại gì sau khi lặn xuống né tránh. Con tàu rời khu vực tuần tra vào ngày 11 tháng 8, và về đến căn cứ vịnh Subic vào ngày 14 tháng 8, chỉ một ngày trước khi Nhật Bản chấp nhận đầu hàng giúp chấm dứt vĩnh viễn cuộc xung đột.

### 1946 - 1969
Rời vùng biển Philippines vào ngày 31 tháng 8, Blenny đi đến Guam vào ngày 5 tháng 9, nơi nó thực hành huấn luyện cho đến ngày 12 tháng 1, 1946, khi con tàu lên đường quay trở về Hoa Kỳ. Nó ghé đến Trân Châu Cảng trong hai ngày trước khi về đến San Diego, California vào ngày 30 tháng 1. Nó hoạt động tại chỗ từ căn cứ San Diego, và trong giai đoạn từ năm 1946 đến năm 1951 đã thực hiện một chuyến đi sang vùng biển Trung Quốc từ tháng 8 đến tháng 11, 1946; một chuyến đi thực tập huấn luyện dành cho học viên sĩ quan sang vùng biển Canada; hai chuyến đi vào mùa Đông đến vùng biển Alaska; và tham gia các đợt thực tập hạm đội tại vùng biển quần đảo Hawaii.
Vào năm 1951, Blenny trải qua đợt nâng cấp trong khuôn khổ Dự án GUPPY IA. Sau đó từ tháng 5 đến tháng 11, 1952, nó được phái sang hoạt động tại Viễn Đông, và đã trải qua 35 ngày tuần tra trinh sát trong cuộc Chiến tranh Triều Tiên. Sang năm 1953, nó hoạt động tại chỗ dọc theo vùng bờ Tây Hoa Kỳ.
Blenny được điều động gia nhập Hạm đội Đại Tây Dương vào ngày 24 tháng 5, 1954, hoạt động từ Căn cứ Tàu ngầm Hải quân New London tại New London, Connecticut, và tham gia các cuộc tập trận hạm đội cũng như trong Khối NATO, hỗ trợ thực hành chống tàu ngầm cũng như tham gia thử nghiệm thiết bị mới.
Sau khi được xếp lại lớp như một "tàu ngầm phụ trợ" với ký hiệu lườn AGSS-324 vào ngày 1 tháng 10, 1969, Blenny được cho xuất biên chế vào ngày 7 tháng 11, 1969,  và được đưa về Hạm đội Dự bị Đại Tây Dương, rồi xếp lại lớp như một "tàu ngầm tấn công" ký hiệu lườn SS-324 vào ngày 30 tháng 6, 1971. Tên nó được cho rút khỏi danh sách Đăng bạ Hải quân vào ngày 15 tháng 8, 1973, và con tàu bị đánh chìm để hình thành một dãi san hô nhân tạo ở vị trí khoảng 15 dặm (24 km) ngoài khơi Ocean City, Maryland vào tháng 6, 1989.

## Phần thưởng
Blenny được tặng thưởng được tặng thưởng bốn Ngôi sao Chiến trận do thành tích phục vụ trong Thế Chiến II, và thêm một Ngôi sao Chiến trận khác khi hoạt động tại Triều Tiên. Nó được ghi công đã đánh chìm tám tàu Nhật Bản với tổng tải trọng 18.262 tấn.
|                                                       |  |             |
| Bronze star · Bronze star · Bronze star · Bronze star |  | Bronze star |

| Dãi băng Hoạt động Tác chiến                                            | Dãi băng Hoạt động Tác chiến         | Huân chương Chiến dịch Hoa Kỳ        | Huân chương Chiến dịch Hoa Kỳ                            |
| Huân chương Chiến dịch Châu Á-Thái Bình Dương với 4 Ngôi sao Chiến trận | Huân chương Chiến thắng Thế Chiến II | Huân chương Chiến thắng Thế Chiến II | Huân chương Phục vụ Triều Tiên với 1 Ngôi sao Chiến trận |